# Élections législatives de 2024 dans le Bas-Rhin
Les élections législatives françaises de 2024 dans le Bas-Rhin se déroulent les 30 juin et 7 juillet 2024. Dans le département, neuf députés sont à élire dans le cadre de neuf circonscriptions, à la suite de la dissolution de l'Assemblée nationale par Emmanuel Macron.
Le choix de cette dissolution est pris après la défaite de la liste Renaissance aux élections européennes qui ont eu lieu le 9 juin 2024.

## Contexte
| Circonscription | RN      | ENS     | PS - PP | LFI     | LR     |
| --------------- | ------- | ------- | ------- | ------- | ------ |
| Circonscription |         |         |         |         |        |
| 1re             | 11,52 % | 14,88 % | 18,13 % | 22,33 % | 9,36 % |
| 2e              | 18,28 % | 15,04 % | 18,04 % | 19,41 % | 5,92 % |
| 3e              | 21,12 % | 16,17 % | 16,15 % | 16,51 % | 7,54 % |
| 4e              | 29,94 % | 19,05 % | 12,21 % | 8,32 %  | 9,48 % |
| 5e              | 36,95 % | 16,76 % | 10,12 % | 5,14 %  | 7,63 % |
| 6e              | 36,91 % | 16,59 % | 10,45 % | 4,92 %  | 8,05 % |
| 7e              | 39,88 % | 14,97 % | 8,81 %  | 3,77 %  | 9,57 % |
| 8e              | 41,73 % | 16,75 % | 7,58 %  | 3,47 %  | 9,14 % |
| 9e              | 37,42 % | 17,79 % | 9,07 %  | 5,40 %  | 9,42 % |

## Système électoral
Les élections législatives ont lieu au scrutin uninominal majoritaire à deux tours dans des circonscriptions uninominales.
Est élu au premier tour le candidat qui réunit la majorité absolue des suffrages exprimés et un nombre de voix au moins égal au quart des électeurs inscrits dans la circonscription, soit 25 %. Si aucun des candidats ne satisfait ces conditions, un second tour est organisé entre les candidats ayant réuni un nombre de voix au moins égal à un huitième des inscrits, soit 12,5 %. Les deux candidats arrivés en tête du 1er tour se maintiennent néanmoins par défaut si un seul ou aucun d'entre eux n'a atteint ce seuil. Au second tour, le candidat arrivé en tête est déclaré élu,.
Le seuil de qualification basé sur un pourcentage du total des inscrits et non des suffrages exprimés rend plus difficile l'accès au second tour lorsque l'abstention est élevée. Le système permet en revanche l'accès au second tour de plus de deux candidats si plusieurs d'entre eux franchissent le seuil de 12,5 % des inscrits. Les candidats en lice au second tour peuvent ainsi être trois, un cas de figure appelé « triangulaire ». Les second tours où s'affrontent quatre candidats, appelés « quadrangulaire » sont également possibles, mais beaucoup plus rares,.

### Partis et nuances
Les résultats des élections sont publiés en France par le ministère de l'Intérieur, qui classe les partis en leur attribuant des nuances politiques. Ces dernières sont décidées par les préfets, qui les attribuent indifféremment de l'étiquette politique déclarée par les candidats, qui peut être celle d'un parti ou une candidature sans étiquette.
Seuls le Parti communiste français (COM), La France insoumise (FI), le Parti socialiste (SOC), le Parti radical de gauche (RDG), Les Écologistes (VEC), Renaissance (RE), le Mouvement démocrate (MDM), Horizons (HOR), l'Union des démocrates et indépendants (UDI), Les Républicains (LR), le Rassemblement national (RN) et Reconquête (REC) se voient attribuer en 2024 des nuances propres. Les coalitions Ensemble et Nouveau front populaire, ainsi que les candidats de l'alliance LR-Ciotti-RN, en bénéficient également indirectement, les nuances Ensemble ! (Majorité présidentielle) (ENS), Union de la gauche (UG) et Union de l'extrême-droite (UXD) étant attribuables aux candidats bénéficiant respectivement du soutien de deux partis du centre, de deux partis de gauche ou de deux partis d'extrême-droite,.
Tous les autres partis se voient attribuer l'une ou l'autre des nuances suivantes : EXG (extrême gauche), DVG (divers gauche), ECO (écologiste), REG (régionaliste), DVC (divers centre), DVD (divers droite), DSV (droite souverainiste) et EXD (extrême droite). Des partis comme Debout la France ou Lutte ouvrière ne disposent ainsi pas de nuances propres, et leurs résultats nationaux ne sont pas publiés séparément par le ministère, car mélangés avec d'autres partis (respectivement dans les nuances DSV et EXG).

## Élus
| Circonscription | Député sortant      | Parti | Parti | Groupe    | Député élu ou réélu | Parti | Parti | Groupe  |
| --------------- | ------------------- | ----- | ----- | --------- | ------------------- | ----- | ----- | ------- |
| 1re             | Sandra Regol        |       | LÉ    | ÉCO-NUPES | Sandra Regol        |       | LÉ    | EcoS    |
| 2e              | Emmanuel Fernandes  |       | LFI   | LFI-NUPES | Emmanuel Fernandes  |       | LFI   | LFI-NFP |
| 3e              | Bruno Studer        |       | RE    | RE        | Thierry Sother      |       | PS    | SOC     |
| 4e              | Françoise Buffet    |       | RE    | RE        | Françoise Buffet    |       | RE    | EPR     |
| 5e              | Charles Sitzenstuhl |       | RE    | RE        | Charles Sitzenstuhl |       | RE    | EPR     |
| 6e              | Louise Morel        |       | MoDem | DEM       | Louise Morel        |       | MoDem | Dem     |
| 7e              | Patrick Hetzel      |       | LR    | LR        | Patrick Hetzel      |       | LR    | DR      |
| 8e              | Stéphanie Kochert   |       | HOR   | HOR       | Théo Bernhardt      |       | RN    | RN      |
| 9e              | Vincent Thiébaut    |       | HOR   | HOR       | Vincent Thiébaut    |       | HOR   | HOR     |

## Résultats

### Résultats à l'échelle du département

#### Résultats par coalition
| Parti et coalition                          | Parti et coalition                                       | Parti et coalition                                       | Premier tour | Premier tour | Premier tour | Second tour   | Second tour   | Second tour | Total Sièges  | +/-           |  |
| Parti et coalition                          | Parti et coalition                                       | Parti et coalition                                       | Voix         | %            | Sièges       | Voix          | %             | Sièges      | Total Sièges  | +/-           |  |
| ------------------------------------------- | -------------------------------------------------------- | -------------------------------------------------------- | ------------ | ------------ | ------------ | ------------- | ------------- | ----------- | ------------- | ------------- |  |
|                                             | Rassemblement national (RN)                              | Rassemblement national (RN)                              | 177 435      | 34,07        | 0            | 195 377       | 37,61         | 1           | 1             | 1             |  |
|                                             |                                                          | Renaissance (RE)                                         | 68 873       | 13,23        | 0            | 112 267       | 21,61         | 2           | 2             | 1             |  |
|                                             | Mouvement démocrate (MoDem)                              | 34 025                                                   | 6,53         | 0            | 49 852       | 9,60          | 1             | 1           | en stagnation |               |  |
|                                             | Horizons (HOR)                                           | 32 212                                                   | 6,19         | 0            | 63 330       | 12,19         | 1             | 1           | 1             |               |  |
| Total Ensemble pour la République (ENS)     | Total Ensemble pour la République (ENS)                  | 135 110                                                  | 25,95        | 0            | 225 449      | 43,40         | 4             | 4           | 2             |               |  |
|                                             |                                                          | La France insoumise (LFI)                                | 48 174       | 9,25         | 0            | 24 089        | 4,64          | 1           | 1             | en stagnation |  |
|                                             | Parti socialiste (PS)                                    | 39 078                                                   | 7,50         | 0            | 20 150       | 3,88          | 1             | 1           | Nv            |               |  |
|                                             | Les Écologistes (LÉ)                                     | 30 707                                                   | 5,90         | 0            | 23 414       | 4,51          | 1             | 1           | en stagnation |               |  |
| Total Nouveau Front populaire (NFP)         | Total Nouveau Front populaire (NFP)                      | 117 959                                                  | 22,65        | 0            | 67 653       | 13,02         | 3             | 3           | 1             |               |  |
|                                             |                                                          | Les Républicains (LR)                                    | 48 830       | 9,38         | 0            | 30 986        | 5,96          | 1           | 1             | en stagnation |  |
|                                             | Sans étiquette                                           | 5 512                                                    | 1,06         | 0            |              |               |               | 0           | Nv            |               |  |
| Total Union de la droite et du centre (UDC) | Total Union de la droite et du centre (UDC)              | 54 342                                                   | 10,44        | 0            | 30 986       | 5,96          | 1             | 1           | en stagnation |               |  |
|                                             |                                                          | Unser Land (UL)                                          | 12 864       | 2,47         | 0            |               |               |             | 0             | en stagnation |  |
| Total Régions et peuples solidaires (R&PS)  | Total Régions et peuples solidaires (R&PS)               | 12 864                                                   | 2,47         | 0            | 0            | en stagnation |               |             |               |               |  |
|                                             | Reconquête (REC)                                         | Reconquête (REC)                                         | 4 043        | 0,78         | 0            | 0             | en stagnation |             |               |               |  |
|                                             | Dissidents Ensemble pour la République                   | Dissidents Ensemble pour la République                   | 4 731        | 0,91         | 0            | 0             | Nv            |             |               |               |  |
|                                             | Lutte ouvrière (LO)                                      | Lutte ouvrière (LO)                                      | 2 938        | 0,56         | 0            | 0             | en stagnation |             |               |               |  |
|                                             | Nouvelle Énergie (NÉ)                                    | Nouvelle Énergie (NÉ)                                    | 2 389        | 0,46         | 0            | 0             | Nv            |             |               |               |  |
|                                             |                                                          | Mouvement écologiste indépendant (MEI)                   | 2 015        | 0,39         | 0            | 0             | en stagnation |             |               |               |  |
| Total Le Rassemblement (RAS)                | Total Le Rassemblement (RAS)                             | 2 015                                                    | 0,39         | 0            | 0            | en stagnation |               |             |               |               |  |
|                                             | Debout la France (DLF)                                   | Debout la France (DLF)                                   | 1 977        | 0,38         | 0            | 0             | en stagnation |             |               |               |  |
|                                             | Écologie au centre (ÉAC)                                 | Écologie au centre (ÉAC)                                 | 1 109        | 0,21         | 0            | 0             | en stagnation |             |               |               |  |
|                                             |                                                          | Cap21                                                    | 782          | 0,15         | 0            | 0             | en stagnation |             |               |               |  |
| Total Tous unis pour le vivant (TUPV)       | Total Tous unis pour le vivant (TUPV)                    | 782                                                      | 0,15         | 0            | 0            | en stagnation |               |             |               |               |  |
|                                             | Volt Europa (Volt)                                       | Volt Europa (Volt)                                       | 594          | 0,11         | 0            | 0             | en stagnation |             |               |               |  |
|                                             | Équinoxe                                                 | Équinoxe                                                 | 315          | 0,06         | 0            | 0             | en stagnation |             |               |               |  |
|                                             | Nouveau Parti anticapitaliste - Révolutionnaires (NPA-R) | Nouveau Parti anticapitaliste - Révolutionnaires (NPA-R) | 154          | 0,03         | 0            | 0             | Nv            |             |               |               |  |
|                                             | Parti des travailleurs (PT)                              | Parti des travailleurs (PT)                              | 77           | 0,01         | 0            | 0             | en stagnation |             |               |               |  |
|                                             | Décidons nous-mêmes ! (DNM)                              | Décidons nous-mêmes ! (DNM)                              | 77           | 0,01         | 0            | 0             | Nv            |             |               |               |  |
|                                             | Autres partis                                            | Autres partis                                            | 515          | 0,10         | 0            | 0             | en stagnation |             |               |               |  |
|                                             | Sans étiquette (SE)                                      | Sans étiquette (SE)                                      | 1 320        | 0,25         | 0            | 0             | en stagnation |             |               |               |  |
|                                             |                                                          |                                                          |              |              |              |               |               |             |               |               |  |
| Suffrages exprimés                          | Suffrages exprimés                                       | Suffrages exprimés                                       | 520 746      | 98,21        |              | 519 465       | 96,54         |             |               |               |  |
| Votes blancs                                | Votes blancs                                             | Votes blancs                                             | 6 620        | 1,25         | 14 244       | 2,65          |               |             |               |               |  |
| Votes nuls                                  | Votes nuls                                               | Votes nuls                                               | 2 886        | 0,54         | 4 368        | 0,81          |               |             |               |               |  |
| Total                                       | Total                                                    | Total                                                    | 530 252      | 100          | 0            | 538 077       | 100           | 9           | 9             | en stagnation |  |
| Abstentions                                 | Abstentions                                              | Abstentions                                              | 258 127      | 32,74        |              | 250 554       | 31,77         |             |               |               |  |
| Inscrits/Participation                      | Inscrits/Participation                                   | Inscrits/Participation                                   | 788 379      | 67,26        | 788 631      | 68,23         |               |             |               |               |  |

#### Résultats par nuance
| Nuance                 | Nuance                 | Nuance                 | Premier tour | Premier tour | Premier tour | Second tour | Second tour   | Second tour | Total Sièges | +/-           |  |
| Nuance                 | Nuance                 | Nuance                 | Voix         | %            | Sièges       | Voix        | %             | Sièges      | Total Sièges | +/-           |  |
| ---------------------- | ---------------------- | ---------------------- | ------------ | ------------ | ------------ | ----------- | ------------- | ----------- | ------------ | ------------- |  |
|                        | Rassemblement national | RN                     | 177 435      | 34,07        | 0            | 195 377     | 37,61         | 1           | 1            | 1             |  |
|                        | Ensemble               | ENS                    | 135 110      | 25,95        | 0            | 225 449     | 43,40         | 4           | 4            | 2             |  |
|                        | Union de la gauche     | UG                     | 117 959      | 22,65        | 0            | 67 653      | 13,02         | 3           | 3            | 1             |  |
|                        | Les Républicains       | LR                     | 42 012       | 8,07         | 0            | 30 986      | 5,96          | 1           | 1            | en stagnation |  |
|                        | Divers droite          | DVD                    | 19 450       | 3,74         | 0            |             |               |             | 0            | en stagnation |  |
|                        | Régionaliste           | REG                    | 12 864       | 2,47         | 0            | 0           | en stagnation |             |              |               |  |
|                        | Écologistes            | ECO                    | 4 221        | 0,81         | 0            | 0           | en stagnation |             |              |               |  |
|                        | Reconquête             | REC                    | 4 043        | 0,78         | 0            | 0           | en stagnation |             |              |               |  |
|                        | Extrême gauche         | EXG                    | 3 169        | 0,61         | 0            | 0           | en stagnation |             |              |               |  |
|                        | Droite souverainiste   | DSV                    | 1 977        | 0,38         | 0            | 0           | en stagnation |             |              |               |  |
|                        | Divers gauche          | DVG                    | 1 723        | 0,33         | 0            | 0           | en stagnation |             |              |               |  |
|                        | Divers                 | DIV                    | 783          | 0,15         | 0            | 0           | en stagnation |             |              |               |  |
|                        |                        |                        |              |              |              |             |               |             |              |               |  |
| Suffrages exprimés     | Suffrages exprimés     | Suffrages exprimés     | 520 746      | 98,21        |              | 519 465     | 96,54         |             |              |               |  |
| Votes blancs           | Votes blancs           | Votes blancs           | 6 620        | 1,25         | 14 244       | 2,65        |               |             |              |               |  |
| Votes nuls             | Votes nuls             | Votes nuls             | 2 886        | 0,54         | 4 368        | 0,81        |               |             |              |               |  |
| Total                  | Total                  | Total                  | 530 252      | 100          | 0            | 538 077     | 100           | 9           | 9            | en stagnation |  |
| Abstentions            | Abstentions            | Abstentions            | 258 127      | 32,74        |              | 250 554     | 31,77         |             |              |               |  |
| Inscrits/Participation | Inscrits/Participation | Inscrits/Participation | 788 379      | 67,26        | 788 631      | 68,23       |               |             |              |               |  |

### Résultats par circonscription

#### Première circonscription
Députée sortante : Sandra Regol (Les Écologistes)
| Candidat                 | Candidat                 | Parti et coalition       | Nuances                  | Premier tour | Premier tour | Second tour | Second tour |
| Candidat                 | Candidat                 | Parti et coalition       | Nuances                  | Voix         | %            | Voix        | %           |
| ------------------------ | ------------------------ | ------------------------ | ------------------------ | ------------ | ------------ | ----------- | ----------- |
|                          | Sandra Regol             | LÉ (NFP)                 | UG                       | 20 631       | 47,60        | 23 414      | 58,81       |
|                          | Étienne Loos             | RE - TdP (ENS)           | ENS                      | 10 513       | 24,26        | 16 399      | 41,19       |
|                          | Hombeline du Parc        | RN                       | RN                       | 6 081        | 14,03        |             |             |
|                          | Irène Weiss              | LR (UDC)                 | LR                       | 2 787        | 6,43         |             |             |
|                          | Serge Oehler,            | SE                       | DVG                      | 835          | 1,93         |             |             |
|                          | Jamal Rouchdi            | ERS                      | DIV                      | 472          | 1,09         |             |             |
|                          | Luc Ménard               | REC                      | REC                      | 436          | 1,01         |             |             |
|                          | Patrick Arbogast         | ÉAC                      | ECO                      | 424          | 0,98         |             |             |
|                          | Odette Holtzer           | UL (R&PS)                | REG                      | 395          | 0,91         |             |             |
|                          | Albéric Barret           | Équinoxe                 | ECO                      | 315          | 0,73         |             |             |
|                          | Louise Fève              | LO                       | EXG                      | 146          | 0,34         |             |             |
|                          | Frédéric Seigle-Murandi  | Volt                     | DVG                      | 107          | 0,25         |             |             |
|                          | Thomas Fritz dit Brant,  | DNM                      | DIV                      | 77           | 0,18         |             |             |
|                          | Dan Benhamou             | PT                       | EXG                      | 77           | 0,18         |             |             |
|                          | Thomas Schlund           | LDV                      | DIV                      | 43           | 0,10         |             |             |
|                          | Étienne Genieux          | NPA-R                    | EXG                      | 0            | 0.00         |             |             |
|                          |                          |                          |                          |              |              |             |             |
| Votes valides            | Votes valides            | Votes valides            | Votes valides            | 43 339       | 98,94        | 39 813      | 94,93       |
| Votes blancs             | Votes blancs             | Votes blancs             | Votes blancs             | 321          | 0,73         | 1 612       | 3,84        |
| Votes nuls               | Votes nuls               | Votes nuls               | Votes nuls               | 143          | 0,33         | 516         | 1,23        |
| Total                    | Total                    | Total                    | Total                    | 43 803       | 100          | 41 941      | 100         |
| Abstention               | Abstention               | Abstention               | Abstention               | 18 738       | 29,96        | 20 622      | 32,96       |
| Inscrits / participation | Inscrits / participation | Inscrits / participation | Inscrits / participation | 62 541       | 70,04        | 62 563      | 67,04       |

#### Deuxième circonscription
Député sortant : Emmanuel Fernandes (La France insoumise)
| Candidat                 | Candidat                  | Parti et coalition       | Nuances                  | Premier tour | Premier tour | Second tour | Second tour |
| Candidat                 | Candidat                  | Parti et coalition       | Nuances                  | Voix         | %            | Voix        | %           |
| ------------------------ | ------------------------- | ------------------------ | ------------------------ | ------------ | ------------ | ----------- | ----------- |
|                          | Emmanuel Fernandes        | LFI (NFP)                | UG                       | 21 533       | 43,91        | 24 089      | 48,79       |
|                          | Rebecca Breitman          | MoDem (ENS)              | ENS                      | 11 063       | 22,56        | 13 962      | 28,28       |
|                          | Virginie Joron            | RN                       | RN                       | 10 407       | 21,22        | 11 326      | 22,94       |
|                          | Alexandre Wolf Samaloussi | LR (UDC)                 | LR                       | 3 287        | 6,70         |             |             |
|                          | Cendrine Diemunsch        | UL (R&PS)                | REG                      | 819          | 1,67         |             |             |
|                          | Jean-Marc Governatori     | ÉAC                      | ECO                      | 685          | 1,40         |             |             |
|                          | Fabienne Schnitzler       | MEI (RAS)                | ECO                      | 473          | 0,96         |             |             |
|                          | Elisa Clolot              | Volt                     | DVG                      | 358          | 0,73         |             |             |
|                          | Alain Richard             | LO                       | EXG                      | 262          | 0,53         |             |             |
|                          | Clément Soubise           | NPA-R                    | EXG                      | 154          | 0,31         |             |             |
|                          |                           |                          |                          |              |              |             |             |
| Votes valides            | Votes valides             | Votes valides            | Votes valides            | 49 041       | 98,62        | 49 377      | 98,16       |
| Votes blancs             | Votes blancs              | Votes blancs             | Votes blancs             | 476          | 0,96         | 709         | 1,41        |
| Votes nuls               | Votes nuls                | Votes nuls               | Votes nuls               | 209          | 0,42         | 217         | 0,43        |
| Total                    | Total                     | Total                    | Total                    | 49 726       | 100          | 50 303      | 100         |
| Abstention               | Abstention                | Abstention               | Abstention               | 23 266       | 31,87        | 22 713      | 31,11       |
| Inscrits / participation | Inscrits / participation  | Inscrits / participation | Inscrits / participation | 72 992       | 68,13        | 73 016      | 68,89       |

#### Troisième circonscription
Député sortant : Bruno Studer (Renaissance)
| Candidat                 | Candidat                 | Parti et coalition       | Nuances                  | Premier tour | Premier tour | Second tour | Second tour |
| Candidat                 | Candidat                 | Parti et coalition       | Nuances                  | Voix         | %            | Voix        | %           |
| ------------------------ | ------------------------ | ------------------------ | ------------------------ | ------------ | ------------ | ----------- | ----------- |
|                          | Thierry Sother           | PS (NFP)                 | UG                       | 17 355       | 37,94        | 20 150      | 43,27       |
|                          | Bruno Studer             | RE (ENS)                 | ENS                      | 13 260       | 28,99        | 15 115      | 32,46       |
|                          | Stéphanie Dô             | RN                       | RN                       | 10 567       | 23,10        | 11 302      | 24,27       |
|                          | Dera Ratsiajetsinimaro   | LR (UDC)                 | LR                       | 1 760        | 3,85         |             |             |
|                          | Gautier Perrin           | UL (R&PS)                | REG                      | 813          | 1,78         |             |             |
|                          | Thierry Parat            | Cap21 (TUPV)             | ECO                      | 782          | 1,71         |             |             |
|                          | Alexandre Zyzeck         | REC                      | REC                      | 420          | 0,92         |             |             |
|                          | Mohamed Sylla            | SE                       | DVG                      | 294          | 0,64         |             |             |
|                          | Denise Grandmougin       | LO                       | EXG                      | 252          | 0,55         |             |             |
|                          | Félix Kleimann           | Volt                     | DVG                      | 129          | 0,28         |             |             |
|                          | Hicham Hamza             | SE                       | DIV                      | 112          | 0,24         |             |             |
|                          | Camille Robert           | NPA-R                    | EXG                      | 0            | 0,00         |             |             |
|                          |                          |                          |                          |              |              |             |             |
| Votes valides            | Votes valides            | Votes valides            | Votes valides            | 45 744       | 98,44        | 46 567      | 98,24       |
| Votes blancs             | Votes blancs             | Votes blancs             | Votes blancs             | 467          | 1,00         | 620         | 1,31        |
| Votes nuls               | Votes nuls               | Votes nuls               | Votes nuls               | 257          | 0,55         | 213         | 0,45        |
| Total                    | Total                    | Total                    | Total                    | 46 468       | 100          | 47 400      | 100         |
| Abstention               | Abstention               | Abstention               | Abstention               | 24 477       | 34,50        | 23 561      | 33,20       |
| Inscrits / participation | Inscrits / participation | Inscrits / participation | Inscrits / participation | 70 945       | 65,50        | 70 961      | 66,80       |

#### Quatrième circonscription
Députée sortante : Françoise Buffet (Renaissance)
| Candidat                 | Candidat                 | Parti et coalition       | Nuances                  | Premier tour | Premier tour | Second tour | Second tour |
| Candidat                 | Candidat                 | Parti et coalition       | Nuances                  | Voix         | %            | Voix        | %           |
| ------------------------ | ------------------------ | ------------------------ | ------------------------ | ------------ | ------------ | ----------- | ----------- |
|                          | Delphine Daubenberger    | RN                       | RN                       | 22 625       | 33,11        | 26 130      | 38,56       |
|                          | Françoise Buffet         | RE (ENS)                 | ENS                      | 22 107       | 32,36        | 41 629      | 61,44       |
|                          | Raphaële Krattinger      | LFI (NFP)                | UG                       | 14 297       | 20,92        | Retrait     | Retrait     |
|                          | Nelly Aeschelmann        | LR (UDC)                 | LR                       | 3 936        | 5,76         |             |             |
|                          | Catherine Berthol        | NÉ                       | DVD                      | 2 389        | 3,50         |             |             |
|                          | Bénédicte Matz           | UL (R&PS)                | REG                      | 1 982        | 2,90         |             |             |
|                          | Jean-Louis Bigot         | REC                      | REC                      | 645          | 0,94         |             |             |
|                          | Mehdi Benhlal            | LO                       | EXG                      | 344          | 0,50         |             |             |
|                          |                          |                          |                          |              |              |             |             |
| Votes valides            | Votes valides            | Votes valides            | Votes valides            | 68 325       | 98,19        | 67 759      | 96,04       |
| Votes blancs             | Votes blancs             | Votes blancs             | Votes blancs             | 902          | 1,30         | 2 184       | 3,10        |
| Votes nuls               | Votes nuls               | Votes nuls               | Votes nuls               | 360          | 0,52         | 610         | 0,86        |
| Total                    | Total                    | Total                    | Total                    | 69 587       | 100          | 70 553      | 100         |
| Abstention               | Abstention               | Abstention               | Abstention               | 29 462       | 29,74        | 28 513      | 28,78       |
| Inscrits / participation | Inscrits / participation | Inscrits / participation | Inscrits / participation | 99 049       | 70,26        | 99 066      | 71,22       |

#### Cinquième circonscription
Député sortant : Charles Sitzenstuhl (Renaissance)
| Candidat                 | Candidat                 | Parti et coalition       | Nuances                  | Premier tour | Premier tour | Second tour | Second tour |
| Candidat                 | Candidat                 | Parti et coalition       | Nuances                  | Voix         | %            | Voix        | %           |
| ------------------------ | ------------------------ | ------------------------ | ------------------------ | ------------ | ------------ | ----------- | ----------- |
|                          | Thomas Esteve            | RN                       | RN                       | 27 897       | 39,20        | 31 778      | 44,82       |
|                          | Charles Sitzenstuhl      | RE (ENS)                 | ENS                      | 22 993       | 32,31        | 39 124      | 55,18       |
|                          | Marc Ruhlmann            | PS (NFP)                 | UG                       | 12 043       | 16,92        |             |             |
|                          | Léo Coutaud              | LR (UDC)                 | LR                       | 3 529        | 4,96         |             |             |
|                          | Sarah Weiss Moessmer     | UL (R&PS)                | REG                      | 2 681        | 3,77         |             |             |
|                          | Christian Dantz          | MEI (RAS)                | ECO                      | 803          | 1,13         |             |             |
|                          | Bastien Macia,           | DLF                      | DSV                      | 767          | 1,08         |             |             |
|                          | Patrick Dutter           | LO                       | EXG                      | 446          | 0,63         |             |             |
|                          |                          |                          |                          |              |              |             |             |
| Votes valides            | Votes valides            | Votes valides            | Votes valides            | 71 159       | 97,97        | 70 902      | 96,05       |
| Votes blancs             | Votes blancs             | Votes blancs             | Votes blancs             | 1 007        | 1,39         | 2 243       | 3,04        |
| Votes nuls               | Votes nuls               | Votes nuls               | Votes nuls               | 464          | 0,64         | 675         | 0,91        |
| Total                    | Total                    | Total                    | Total                    | 72 630       | 100          | 73 820      | 100         |
| Abstention               | Abstention               | Abstention               | Abstention               | 34 964       | 32,50        | 33 782      | 31,40       |
| Inscrits / participation | Inscrits / participation | Inscrits / participation | Inscrits / participation | 107 594      | 67,50        | 107 602     | 68,60       |

#### Sixième circonscription
Députée sortante : Louise Morel (Mouvement démocrate)
| Candidat                 | Candidat                 | Parti et coalition       | Nuances                  | Premier tour | Premier tour | Second tour | Second tour |
| Candidat                 | Candidat                 | Parti et coalition       | Nuances                  | Voix         | %            | Voix        | %           |
| ------------------------ | ------------------------ | ------------------------ | ------------------------ | ------------ | ------------ | ----------- | ----------- |
|                          | Vincent Coussedière      | RN                       | RN                       | 25 275       | 38,50        | 29 338      | 44,98       |
|                          | Louise Morel             | MoDem (ENS)              | ENS                      | 18 228       | 27,76        | 35 890      | 55,02       |
|                          | Didier Andres            | LÉ (NFP)                 | UG                       | 10 076       | 15,35        |             |             |
|                          | Jean Biehler             | LR (UDC)                 | LR                       | 8 739        | 13,31        |             |             |
|                          | Carine Hamm              | UL (R&PS)                | REG                      | 1 770        | 2,70         |             |             |
|                          | Patricia Marle           | DLF                      | DSV                      | 634          | 0,97         |             |             |
|                          | Sabrina Ritter           | REC                      | REC                      | 494          | 0,75         |             |             |
|                          | René Camus               | LO                       | EXG                      | 362          | 0,55         |             |             |
|                          | Ryan Geyer               | SE                       | DIV                      | 79           | 0,12         |             |             |
|                          |                          |                          |                          |              |              |             |             |
| Votes valides            | Votes valides            | Votes valides            | Votes valides            | 65 657       | 98,09        | 65 228      | 96,13       |
| Votes blancs             | Votes blancs             | Votes blancs             | Votes blancs             | 923          | 1,38         | 2 056       | 3,03        |
| Votes nuls               | Votes nuls               | Votes nuls               | Votes nuls               | 355          | 0,53         | 568         | 0,84        |
| Total                    | Total                    | Total                    | Total                    | 66 935       | 100          | 67 852      | 100         |
| Abstention               | Abstention               | Abstention               | Abstention               | 31 287       | 31,85        | 30 429      | 30,96       |
| Inscrits / participation | Inscrits / participation | Inscrits / participation | Inscrits / participation | 98 222       | 68,15        | 98 281      | 69,04       |

#### Septième circonscription
Député sortant : Patrick Hetzel (Les Républicains)
| Candidat                 | Candidat                 | Parti et coalition       | Nuances                  | Premier tour | Premier tour | Second tour | Second tour |  |
| Candidat                 | Candidat                 | Parti et coalition       | Nuances                  | Voix         | %            | Voix        | %           |  |
| ------------------------ | ------------------------ | ------------------------ | ------------------------ | ------------ | ------------ | ----------- | ----------- |  |
|                          | Denis Kieffer            | RN                       | RN                       | 23 071       | 41,47        | 25 558      | 45,20       |  |
|                          | Patrick Hetzel           | LR (UDC)                 | LR                       | 17 974       | 32,31        | 30 986      | 54,80       |  |
|                          | Serge Bloch              | LFI (NFP)                | UG                       | 6 912        | 12,42        |             |             |  |
|                          | Éric Wolff               | MoDem (ENS)              | ENS                      | 4 734        | 8,51         |             |             |  |
|                          | Anastasie Leipp          | UL (R&PS)                | REG                      | 1 821        | 3,27         |             |             |  |
|                          | Arthur Wolff             | REC                      | REC                      | 707          | 1,27         |             |             |  |
|                          | Jean Meyer               | LO                       | EXG                      | 414          | 0,74         |             |             |  |
|                          |                          |                          |                          |              |              |             |             |  |
| Votes valides            | Votes valides            | Votes valides            | Votes valides            | 55 633       | 97,93        | 56 544      | 96,77       |  |
| Votes blancs             | Votes blancs             | Votes blancs             | Votes blancs             | 800          | 1,41         | 1 413       | 2,42        |  |
| Votes nuls               | Votes nuls               | Votes nuls               | Votes nuls               | 374          | 0,66         | 472         | 0,81        |  |
| Total                    | Total                    | Total                    | Total                    | 56 807       | 100          | 58 429      | 100         |  |
| Abstention               | Abstention               | Abstention               | Abstention               | 29 335       | 34,05        | 27 735      | 32,19       |  |
| Inscrits / participation | Inscrits / participation | Inscrits / participation | Inscrits / participation | 86 142       | 65,95        | 86 164      | 67,81       |  |

#### Huitième circonscription
Députée sortante : Stéphanie Kochert (Horizons)
| Candidat                 | Candidat                 | Parti et coalition       | Nuances                  | Premier tour | Premier tour | Second tour | Second tour |
| Candidat                 | Candidat                 | Parti et coalition       | Nuances                  | Voix         | %            | Voix        | %           |
| ------------------------ | ------------------------ | ------------------------ | ------------------------ | ------------ | ------------ | ----------- | ----------- |
|                          | Théo Bernhardt           | RN                       | RN                       | 26 313       | 44,16        | 31 015      | 51,44       |
|                          | Stéphanie Kochert        | HOR (ENS)                | ENS                      | 14 006       | 23,51        | 29 284      | 48,56       |
|                          | Victor Vogt              | LR (UDC)                 | DVD                      | 6 818        | 11,44        |             |             |
|                          | Myriam Zekagh            | LFI (NFP)                | UG                       | 5 432        | 9,12         |             |             |
|                          | Christian Klipfel        | HOR diss.                | DVD                      | 4 731        | 7,94         |             |             |
|                          | Claire Grosheitsch       | MEI (RAS)                | ECO                      | 739          | 1,24         |             |             |
|                          | Nathan Hackenschmidt     | REC                      | REC                      | 663          | 1,11         |             |             |
|                          | Stella Batisse           | DLF                      | DSV                      | 576          | 0,97         |             |             |
|                          | Catherine Gsell          | LO                       | EXG                      | 306          | 0,51         |             |             |
|                          |                          |                          |                          |              |              |             |             |
| Votes valides            | Votes valides            | Votes valides            | Votes valides            | 59 584       | 97,89        | 60 299      | 96,32       |
| Votes blancs             | Votes blancs             | Votes blancs             | Votes blancs             | 920          | 1,51         | 1 730       | 2,76        |
| Votes nuls               | Votes nuls               | Votes nuls               | Votes nuls               | 364          | 0,60         | 574         | 0,92        |
| Total                    | Total                    | Total                    | Total                    | 60 868       | 100          | 62 603      | 100         |
| Abstention               | Abstention               | Abstention               | Abstention               | 33 810       | 35,71        | 32 097      | 33,89       |
| Inscrits / participation | Inscrits / participation | Inscrits / participation | Inscrits / participation | 94 678       | 64,29        | 94 700      | 66,11       |

#### Neuvième circonscription
Député sortant : Vincent Thiébaut (Horizons)
| Candidat                 | Candidat                 | Parti et coalition       | Nuances                  | Premier tour | Premier tour | Second tour | Second tour |
| Candidat                 | Candidat                 | Parti et coalition       | Nuances                  | Voix         | %            | Voix        | %           |
| ------------------------ | ------------------------ | ------------------------ | ------------------------ | ------------ | ------------ | ----------- | ----------- |
|                          | Marc Wolff               | RN                       | RN                       | 25 199       | 40,47        | 28 930      | 45,94       |
|                          | Vincent Thiébaut         | HOR (ENS)                | ENS                      | 18 206       | 29,24        | 34 046      | 54,06       |
|                          | Olivier Terrien          | PS (NFP)                 | UG                       | 9 680        | 15,55        |             |             |
|                          | Philippe Pfrimmer        | SE (UDC)                 | DVD                      | 5 512        | 8,85         |             |             |
|                          | Maurice Gluck            | UL (R&PS)                | REG                      | 2 583        | 4,15         |             |             |
|                          | Robin Gerolt             | REC                      | REC                      | 678          | 1,09         |             |             |
|                          | Yann Lucas               | LO                       | EXG                      | 406          | 0,65         |             |             |
|                          |                          |                          |                          |              |              |             |             |
| Votes valides            | Votes valides            | Votes valides            | Votes valides            | 62 264       | 98,16        | 62 976      | 96,62       |
| Votes blancs             | Votes blancs             | Votes blancs             | Votes blancs             | 804          | 1,27         | 1 677       | 2,57        |
| Votes nuls               | Votes nuls               | Votes nuls               | Votes nuls               | 360          | 0,57         | 523         | 0,80        |
| Total                    | Total                    | Total                    | Total                    | 63 428       | 100          | 65 176      | 100         |
| Abstention               | Abstention               | Abstention               | Abstention               | 32 788       | 34,08        | 31 102      | 32,30       |
| Inscrits / participation | Inscrits / participation | Inscrits / participation | Inscrits / participation | 96 216       | 65,92        | 96 278      | 67,70       |